# Stefan Kazimierz Hołyński
Stefan Kazimierz Hołyński herbu Klamry (zm. w 1706 roku) – podstarości mścisławski w latach 1693–1703, pisarz grodzki mścisławski w latach 1685–1692, podczaszy mścisławski w latach 1668–1682.
Był elektorem Michała Korybuta Wiśniowieckiego z województwa mścisławskiego w 1669 roku. W 1674 roku był elektorem Jana III Sobieskiego z województwa mścisławskiego. Był elektorem Augusta II Mocnego w 1697 roku z województwa mścisławskiego.